# Sárga doktorhal
A sárga doktorhal (Zebrasoma flavescens) a sugarasúszójú halak (Actinopterygii) osztályának sügéralakúak (Perciformes) rendjébe, ezen belül a doktorhalfélék (Acanthuridae) családjába tartozó faj.

## Előfordulása
A sárga doktorhal előfordulási területe a Csendes-óceán nyugati fele. Állományait a következő szigeteknél találhatjuk meg: Rjúkjú-szigetek, Mariana-szigetek, Marshall-szigetek, Minami-Tori-shima, Wake-sziget, valamint Hawaii. Az Atlanti-óceán floridai szakaszából is érkeztek beszámolók, azonban ezek valószínűleg emberek által szabadon eresztett példányok, vagy azok leszármazottjai.

## Megjelenése
Átlagos testhossza 14-18 centiméter, de elérheti a 20 centiméteres hosszúságot is. A hátúszóján 5 tüske és 23-26 sugár van, míg a farok alatti úszóján 3 tüske és 19-22 sugár látható. Teste ovális és magas. Az élő példánynak élénk sárga színe van, tartószítószerben elhalványodik. Fehér faroktövi tüskével rendelkezik, mely védekező szerepet tölt be. A szája kissé megnyúlt, de nyílása kicsi. Egy 15 centiméteres felnőttnek felül 18, míg alul 22 foga van; ettől eltérően a fiatalnak felül 12, míg alul 14 fog ül.

## Életmódja
Trópusi, tengeri hal, amely a korallzátonyokon vagy a vízalatti szirteken él, 2-46 méteres mélységek között, de már 81 méteres mélységben is megfigyelték. A 24-28 Celsius-fokos vízhőmérsékletet kedveli. A felnőtt általában magányosan vagy laza rajokban él; a lagúnákat és korallszirtek peremét választja élőhelyéül. Főleg növényevő állat, amely szálas algákkal táplálkozik.

## Szaporodása
Egész évben ívhat, azonban legtöbbször teliholdkor ívik. Általában párban, de kis csoportban is ívhat. A hím területtel rendelkezik, és megpróbál udvarolni minden odalátogató nősténynek; akár többnek is egyszerre.

## Felhasználása
Az egyik legközkedveltebb tengeri akváriumi hal, emiatt ipari mértékben halásszák. Hawaiinak a legfőbb exportcikke, ami a tengeri halakat illeti.

## Képek

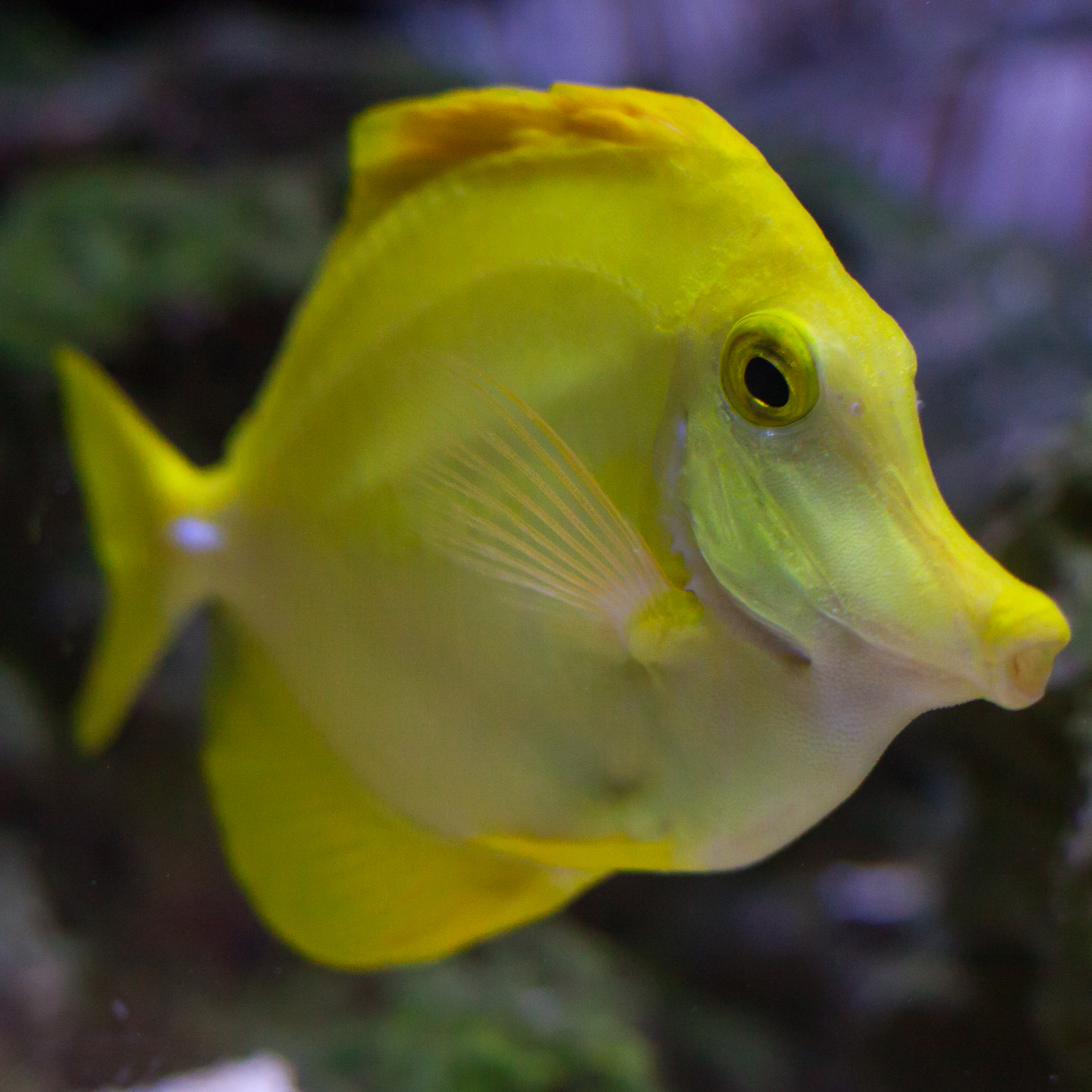
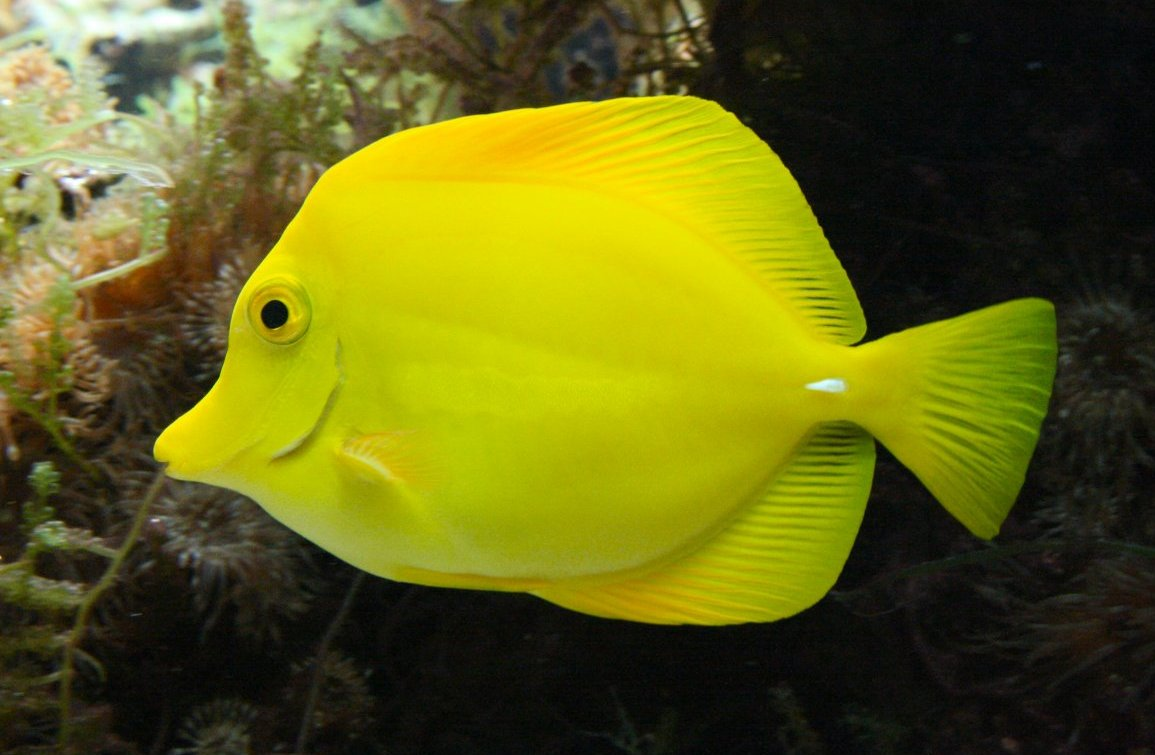
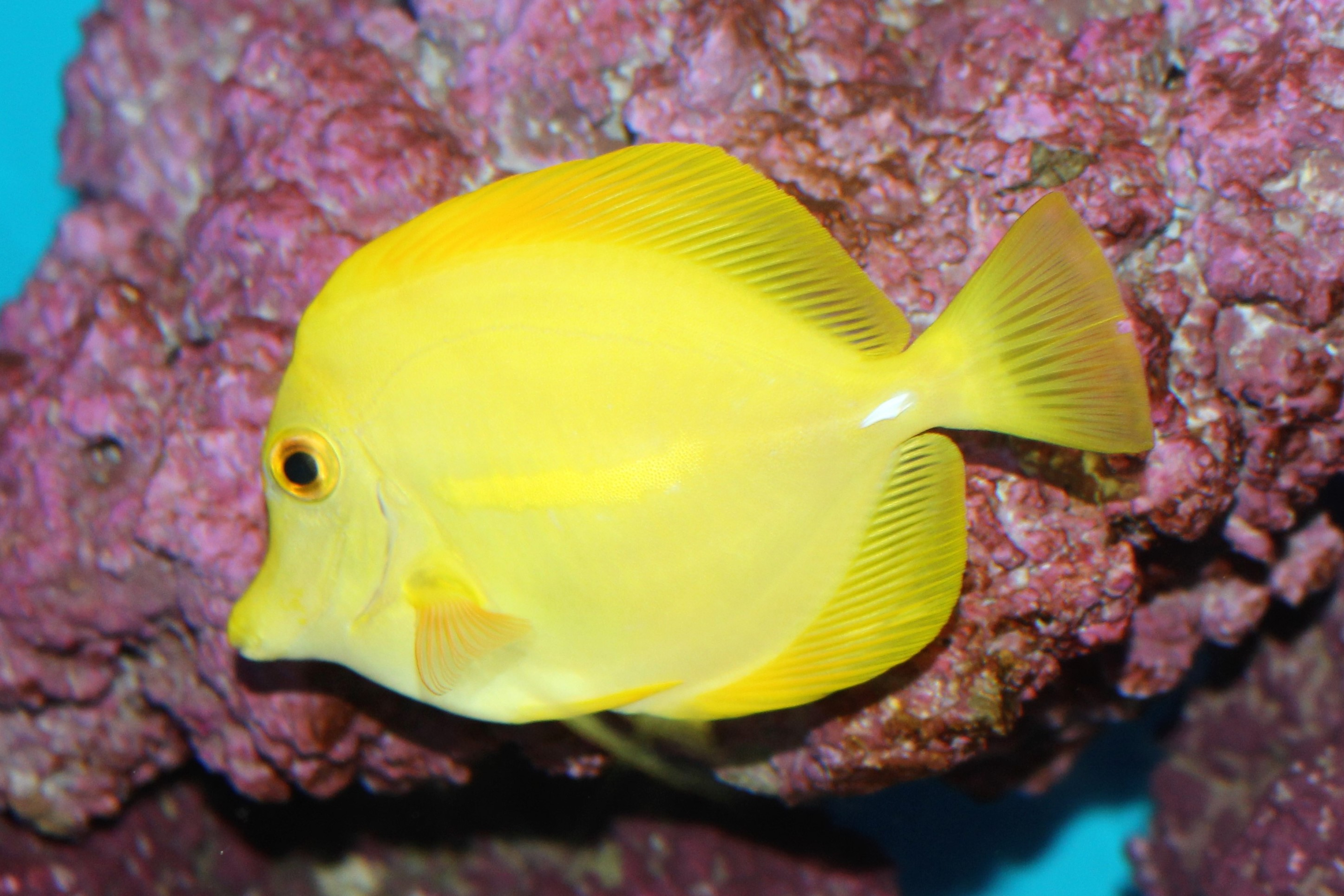
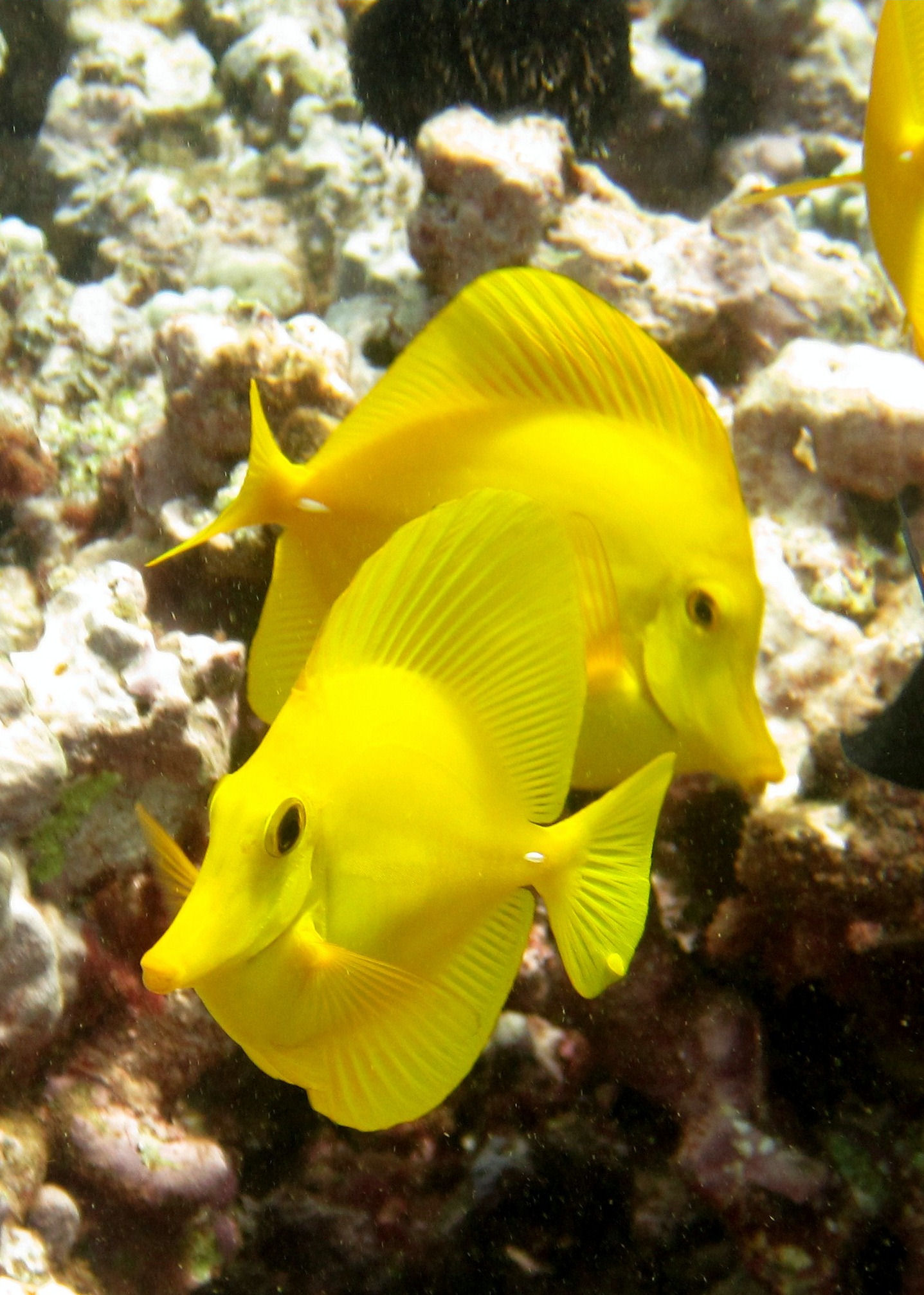
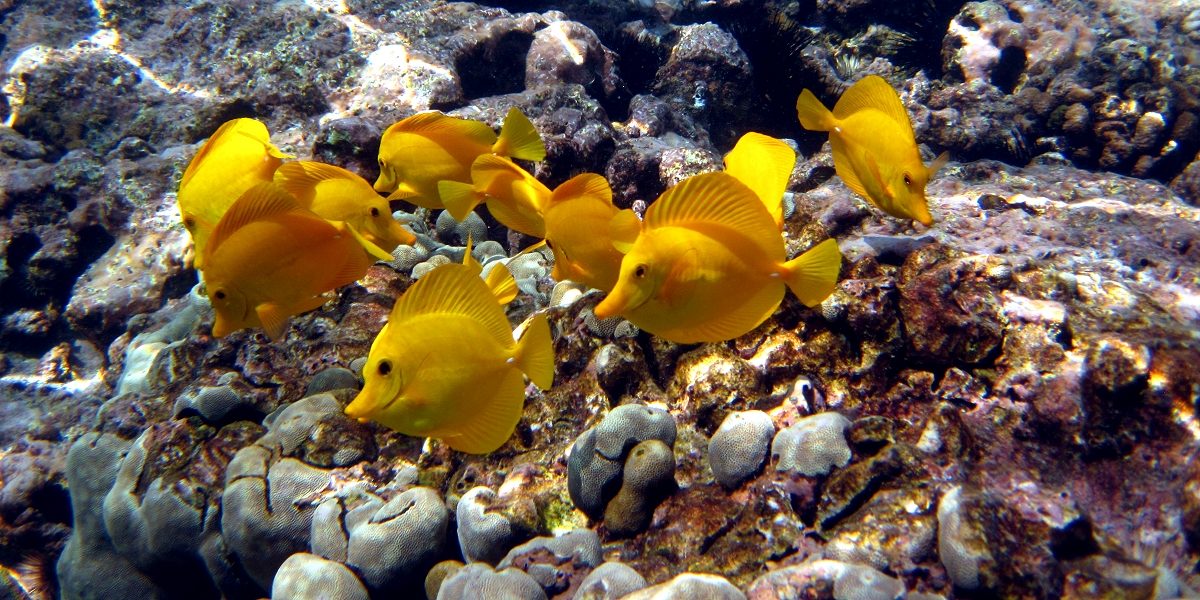